# Pavel Argueïev
 (novembre 2017).
Pavel Vladimirovitch Argueïev (en russe : Павел Владимирович Аргеев), né le 1er mars 1887, mort le 30 octobre 1922, connu en France comme Paul d'Argueef, ou encore « l'aigle de Crimée », est un militaire et aviateur durant la Première Guerre mondiale.

## Les débuts
Fils d'un ingénieur de la marine à vapeur, Vladimir Akimovitch Argueïev, il nait à Yalta (Crimée), suit les cours de l'académie militaire d'Odessa en 1907 et en 1909 rejoint l'Armée impériale russe comme sergent au 184e régiment d'infanterie de réserve à Varsovie. Il devient lieutenant en 1912 et passe au 29e régiment d'infanterie Tchernigov, régiment où il obtient le grade de lieutenant-colonel.

## Première Guerre mondiale
Au commencement de la guerre, il se trouve en France et s'engage dans l'armée française. Par décret de 30 mai de 1914, il est intégré au 7e Régiment infanterie en tant que lieutenant au titre étranger. 
Il tombe en disgrâce à la suite de son refus de sanctionner un soldat et rejoint la Légion étrangère le 12 septembre 1914 comme lieutenant. Avec le 131e R.I, il combat à la Première bataille de la Marne comme capitaine détaché ; il reçoit une blessure à la jambe mais continue le combat (23 septembre 1914) et est fait capitaine le 5 novembre . Il retourne au front en octobre, reçoit la Croix de guerre, puis est fait chevalier de la Légion d'honneur le 2 mai 1915. Il est encore blessé le 8 décembre 1914, puis à la tête le 17 avril 1915, et par éclats d'obus en février et mars 1915.
Il est alors jugé inapte pour l'infanterie et demande son transfert dans l'aviation.

## L'aviation
Il suit l'entraînement à Pau et sert dans l'escadrille N 48 durant l'année 16. Il retourne en Russie où il sert comme capitaine dans l'armée impériale de l'air au 12e détachement de chasse le 20 octobre 1916.
Il remporte sa première victoire le 10 janvier 1917 contre un Albatros C.V ; il est as le 20 juin 1917.
En mai 1918, il revient en France : étant officier du tsar, il ne trouve pas sa place dans l'armée bolchévique. Il est affecté dans l'escadrille La Fayette, où il termine la guerre. Sa dernière victoire intervient le 30 octobre 1918 avec[pas clair] 15 victoires plus deux non homologuées (en Russie). Il est fait officier de la Légion d'honneur le 12 décembre 1918.

## Après guerre
Il ne désire pas retourner en Russie et sert comme pilote d'essais en Tchécoslovaquie, où il trouve la mort aux commandes de son Potez dans un accident de vol dans les Sudètes.

## Distinctions
- Officier de la Légion d'honneur (1918)
- Croix de guerre 1914–1918